# Žluté vosy
Žluté vosy (srbsky Жуте осе, Žute ose) byla srbská polovojenská jednotka, která byla aktivní za bosenské války. V jejím čele stáli Vojin Vučković a Dušan Repić a skupina působila v oblasti Zvorniku. Vojin a jeho bratr Duško byli v roce 1996 odsouzeni za zabití 17 civilistů v Čelopku, předměstí města Zvornik, během etnických čistek bosňáckého obyvatelstva v údolí Driny v roce 1992. Čtyři další členové skupiny byli rovněž obviněni z válečných zločinů.

## Vznik
Polovojenská jednotka Žluté vosy byla údajně založena 12. dubna 1992 Branem Grujićem, předsedou Srbské demokratické strany (SDS) ve Zvorniku, a mužem známým jako Marko Pavlović, velitelem jednotky teritoriální obrany (TO) Zvorniku, na zasedání zastupitelstva obce Zvornik.
Jednotku skládající se ze zhruba sedmdesáti mužů velel Vojin Vučković, přezdívaný „Žućo“, narozený v roce 1962, elektrikář z města Umka nedaleko Bělehradu, odborník na bojová umění a bývalý trenér juda týmu srbského ministerstva vnitra.
Během procesu ICTY s Momčilem Krajišnikem byly podány důkazy, že Marko Pavlović byl zpravodajský důstojník jménem Branislav „Branko“ Popović, major z brigády Zvornik bosenskosrbské armády, který následně přešel do srbské armády.
Polovojenská jednotka „Žluté vosy“ byla jednou ze tří polovojenských skupin odpovědných za „etnické čistky“ a rabování Zvorniku. Zaměřovali se nejen na Bosňáky, ale na kohokoli bohatého, včetně Srbů. Zajali srbského starostu Zvorniku a pokusili se ovládnout město pomocí zbraní od teritoriální obrany. Bosenští Srbové je zatkli a poslali zpět do Srbska, ale brzy se vrátili.

## Válečné zločiny
Vesnice Divič na levém břehu řeky Driny poblíž Zvorniku byla jedním z prvních bosenských měst, která byla etnicky očištěna od své bosňácké populace čítající asi 3000 obyvatel.
26. května 1992 byli bosňáčtí obyvatelé Bosny převezeni z vesnice autobusy a ponecháni přes noc ve Zvorniku. Následujícího dne byly ženy a děti odvezeny do města Tuzla kontrolovaného bosenskou vládou. Zdatní muži (celkem 180) byli nejprve zadrženi na stadionu Drina, než byli převezeni do provizorní věznice v bývalé kancelářské budově. O dva dny později, 29. května, byla většina mužů převezena do kulturního domu Domu kultury v Čelopku, další zmizeli.
10. června 1992 navštívil Dom kultury Dušan Vučković a dalších deset vojáků. Donutili otce k sexuálním útokům na jejich synech a ubili k smrti nebo zastřelili celkem patnáct vězňů. Přeživší dostali deset minut na vyčištění krve a vězni, kterým bylo nařízeno vynést těla, už nebyli spatřeni. Následně Vučković a jeho společníci navštěvovali Čelopek téměř každou noc, aby bili, mučili a zabíjeli vězně. 27. června 1992 Vučković náhodně vypálil z kulometu na vězně a zabil jich dvacet pět. Vězení bylo uzavřeno o dva dny později a 84 přeživších bylo převezeno přes Zvornik do koncentračního tábora Batković poblíž Bijeljiny.

## Zatýkání a soudy
V srpnu 1992 bylo asi sedmdesát členů Žlutých vos zatčeno a obviněno z okrádání a vraždění srbských a bosenských civilistů. Byli zadrženi v Bijeljině, kde byli údajně biti a nuceni podepsat přiznání vynucená mučením. Před propuštěním byli převezeni do Srbska. Následně byli bratři Vučkovićové 5. listopadu 1993 zatčeni srbským ministerstvem vnitra a dne 28. dubna 1994 obviněni. Duško byl obviněn ze zabití šestnácti civilistů a zranění dalších dvaceti v červnu 1992, údajně za uříznutí ucha civilistovi a ze znásilnění a oloupení Bosňanky ve vesnici Radalj nedaleko Malého Zvorniku v Srbsku (což umožnilo projednání případu v Srbsku). Vojin Vučković byl obviněn z nedovoleného ozbrojování a nepravdivého označení se jako policista. Obžaloba uváděla, že se bratři po vypuknutí války dobrovolně přihlásili na pomoc Srbům v Bosně a Hercegovině.
Během procesu Vojin Vučković popřel účast na zločinech, ke kterým se přiznal, a tvrdil, že byl nucen podepsat přiznání, protože se obával, že tajná policie zabije jeho rodinu. Tvrdil, že byl asi po dvou měsících propuštěn z armády, diagnostikován jako „psychopat a alkoholik“ a byl léčen z alkoholismu a zneužívání drog. Vučković se chlubil konexemi na srbském ministerstvu vnitra, byl hrdý na vojenské úspěchy své jednotky ve Zvorniku a okolí a řekl, že jeho bratr, který poslouchal jeho rozkazy v poli, byl příkladem pro ostatní vojáky.
Podle výzkumu Human Rights Watch a Helsinki Watch byly otázky žalobce formulovány tak, aby získaly odpovědi podporující obhajobu. Svědci obžaloby, dva členové Žlutých vos, o zločinech nic neprozradili, jen chválili Vojinovi a Dušanovi vojáky. Naznačené zapojení srbské vlády do zločinů nebylo sledováno. Obžaloba nepředložila důkazy o provinění, svědci se nedostavili, soudce údajně projevil nepřiměřenou podporu bratrům Vučkovićovým, dozorci nabídli bratrům cigarety a třetí den procesu obhájci oznámili, že Vučković byl již souzen a vojenským soudem v Banja Luce shledán nevinným za válečné zločiny údajně spáchané v Bijeljině. Soud byl odvolán, předseda senátu onemocněl a líčení pak bylo odročeno na neurčito.
V červenci 1996 byli bratři Vučkovićovi znovu souzeni a Duško Vučković byl odsouzen k sedmi letům vězení. Po odvolání o dva roky později Srbský nejvyšší soud odsoudil Duška Vučkoviće k deseti letům vězení za válečné zločiny proti civilnímu obyvatelstvu a znásilnění a Vojina Vučkoviće ke čtyřem měsícům vězení za nelegální držení střelných zbraní, střeliva a výbušnin.
U soudu Duško Vučković přiznal, že byl členem Srbské radikální strany (SRS). Řekl, že do strany vstoupil, protože by ho nikdo jiný nevzal kvůli jeho psychickým problémům. S kolegy z SRS Zoranem Dražilovićem, Ljubišou Petkovićem a Zoranem Rankićem plánoval jít do frontové linie a pod dohledem Rankiče a jeho bratra absolvoval vojenský výcvik. Byl zatčen 15. dubna 1992 po incidentu ve Zvorniku, ale o několik dní později byl propuštěn díky úsilí předsedy SRS v Loznici a právníka najatého stranou.
V listopadu 2005 byli Branko Grujić a Branko Popović a čtyři „žluté vosy“, Dragan Slavković, Ivan Korać, Siniša Filipović a Dragutin Dragićević, obviněni z vraždy nejméně 22 a násilné deportace 1822 Bosňáků z opčiny Zvornik Komorou pro válečné zločiny Okresního soudu v Bělehradě z vraždy, mučení a násilného pohybu zvornických Bosňáků v období mezi květnem a červnem 1992. Takzvaná „skupina Zvornik“ byla konkrétně obviněna z vyhnání více než 1200 Bosňáků z vesnic Kozluk a Skočić dne 26. června 1992. Grujić, Popović a další čtyři vinu odmítli. Duško Vučković, který by jinak byl obviněn ze stejných zločinů, náhle zemřel týden předtím ve vazební cele v bělehradské okresní věznici. Soud byl prvním soudem s válečnými zločiny, který Mezinárodní trestní tribunál pro bývalou Jugoslávii přenesl do srbské komory pro válečné zločiny.
U soudu v roce 2008 bývalý člen Žlutých vos Miroslav Nikolić vypověděl, že jednotka pod velením Vojina Vučkoviće byla zodpovědná za vesnici Kozluk. Po čase mimo jednotku se Nikolić vrátil a našel Kozluk opuštěný. Grujić a Popović byli rovněž obviněni z toho, že to věděli, ale neudělali nic, aby zabránili Žlutých vos Wasp zabíj nejméně 19 Bosňáků z Diviče uvnitř kulturního domu v Čelopku a nejméně dalších tří ve čtvrtích Ekonomija a Ciglana.